# Cyclea cauliflora
Cyclea cauliflora là một loài thực vật có hoa trong họ Biển bức cát. Loài này được Merr. mô tả khoa học đầu tiên năm 1925.